# Die Brücke (1959)
Die Brücke is een Duitse anti-oorlogsfilm van Bernhard Wicki uit 1959, met in de hoofdrollen Fritz Wepper en Folker Bohne
De film is gebaseerd op de een jaar daarvoor verschenen roman van Manfred Gregor over diens belevenissen in de oorlog. "Die Brücke" is een van de meest gelauwerde Duitse speelfilms van na de oorlog. Wicki laat zien hoe Duitse jongens onder het nationaalsocialisme verwrongen idealen krijgen aangepraat, waardoor ze waanideeën over heldendom gaan koesteren die onafwendbaar leiden tot de door de machthebbers valselijk als eervol voorgestelde "dood voor het vaderland".
Die Brücke won een groot aantal filmprijzen, waaronder de Preis der deutschen Filmkritik. De film werd daarnaast genomineerd voor de Oscar voor beste buitenlandse film. Het gevolg van deze onderscheiding was dat regisseur Bernhard Wicki werd gevraagd om mee te werken aan The Longest Day.

## Verhaal

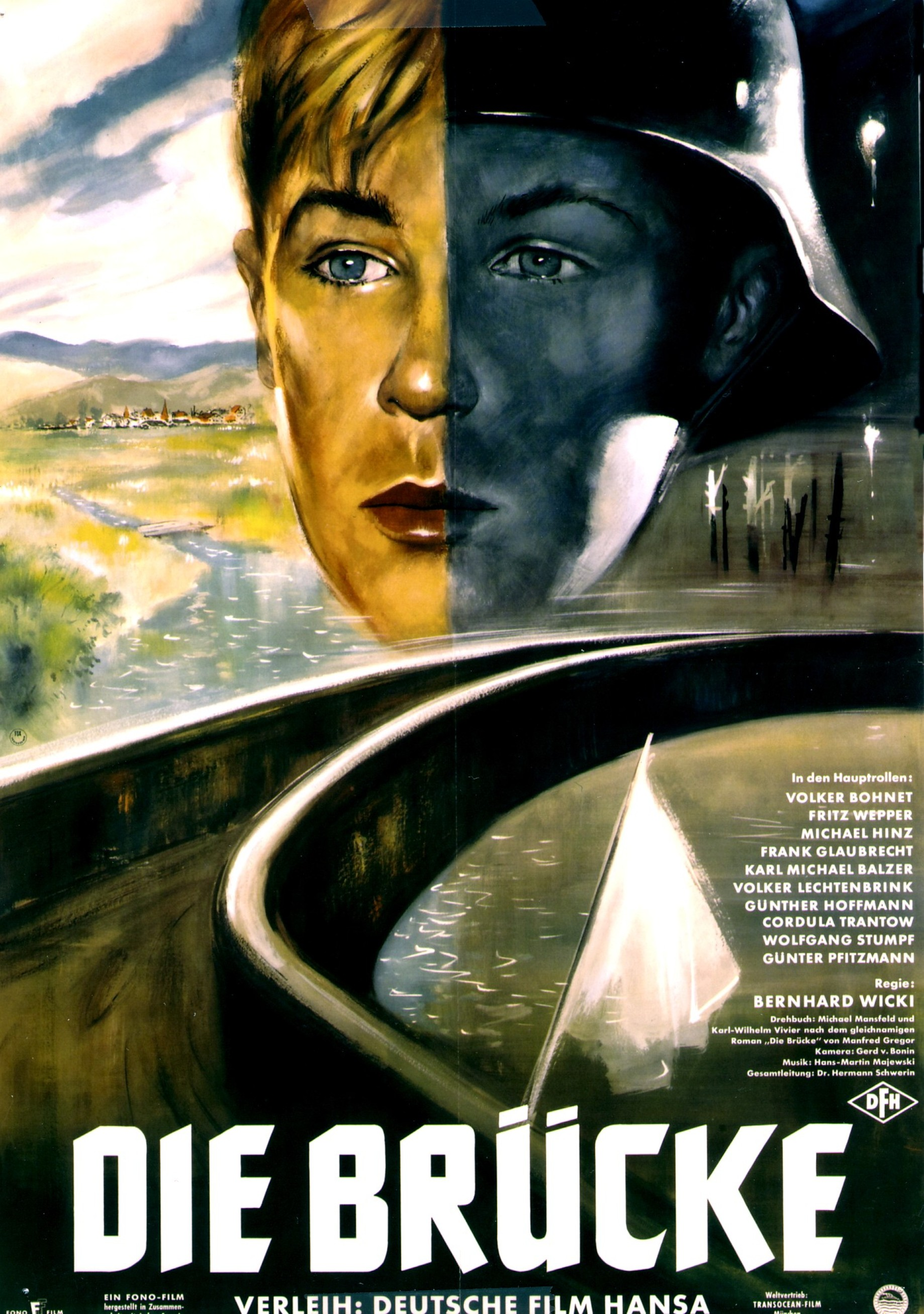
Die Brücke, de filmposter
Illustrator Helmuth Ellgaard

April 1945, de laatste oorlogsdagen. In een klein Duits stadje staan zeven zestienjarige jongens uit dezelfde schoolklas aan de vooravond van hun diensttijd. Elk van hen heeft een andere sociale achtergrond.
Walter is de zoon van een Ortsgruppenleiter, en schaamt zich voor de lafheid van zijn vader, die bovendien zijn vrouw bedriegt. Jürgen heeft zich als jongste telg uit een officiersgezin vrijwillig voor de dienst aangemeld om in de voetsporen van zijn gesneuvelde vader te treden. Karl woont in de kapperszaak van zijn in de oorlog gewond geraakte vader en ontdekt tot zijn ontgoocheling dat zijn vader een verhouding heeft met de door hem aanbeden leerling-kapster in de zaak. Klaus, die met zijn medescholiere Franziska bevriend is, en Hans zijn vanwege de geallieerde luchtaanvallen elders in Duitsland als evacués in het stadje terechtgekomen. Albert en Sigi wonen allebei nog thuis bij hun moeder, terwijl hun vaders aan het front zijn. Als de jongens zich onder aansporing van Jürgen daadwerkelijk voor de militaire dienst aanmelden, zijn de meeste volwassenen — moeders, leraren en de plaatselijke politieagent — wanhopig en verbijsterd. Maar niemand durft iets in te brengen tegen hun aanmonstering in het leger. De jongens zelf daarentegen verheugen zich op het "avontuur" dat hun te wachten staat en kijken er reikhalzend naar uit zich eindelijk "in de strijd te kunnen bewijzen om het vaderland te redden". Voor Karl en Walter is de diensttijd bovendien een mooie gelegenheid om zich aan de conflicten thuis te kunnen onttrekken.
Een dag nadat de jongens onder de wapens zijn geroepen dringt hun leraar, decaan Stern, er bij de officier van dienst, Hauptmann Fröhlich, op aan om ze weer te laten gaan. Fröhlich wijst zijn verzoek echter af: omdat hij zijn bevelen moet opvolgen, én omdat hij de schooldecaan mede verantwoordelijk houdt voor de geestdrift van de jongens voor de oorlog; de dood van zijn zoon enkele dagen eerder is volgens Fröhlich mede te wijten aan de verheerlijking van het heldendom in de Duitse literatuur die op school wordt gelezen. 
In de volgende nacht worden alle soldaten uit de bedden gehaald en naar het front gecommandeerd, want de militaire situatie is zeer precair geworden. Fröhlich lukt het om de jongens voor het ergste te behoeden doordat hij tegen zijn bataljonscommandant aangeeft dat deze veel te jonge en slecht opgeleide soldaten bij het eerste schot op de vlucht zullen slaan en daarmee een hele compagnie in paniek kunnen brengen. De jongens worden dus bij de verdediging van een onbelangrijke brug in hun eigen stadje ingezet. Ze worden onder bevel van de ervaren onderofficier Heilmann geplaatst, die ervoor moet zorgen dat ze de brug verlaten voordat de vijand aanvalt, aangezien die sowieso opgeblazen zal worden. Zelf zijn zij daar niet blij mee, omdat ze veel liever in de voorste linies zouden meestrijden. Wanneer Heilmann die nacht even koffie gaat halen zonder zijn geweer mee te nemen, wordt hij echter door de militaire politie voor een deserteur aangezien en op de vlucht doodgeschoten.
Hoewel ze zowel door een oudere man als door zich terugtrekkende soldaten gewaarschuwd worden, beschouwen de ongewild aan hun lot overgelaten jongens hun opdracht als een "verplichting tegenover het vaderland". Ze blijven daarom op hun post, aanvankelijk nog in de hoop dat hun onderofficier zal terugkeren. Wanneer Hans uiteindelijk voorstelt om toch maar naar huis te gaan, komt Jürgen daar fel tegen in verzet. Op gebiedende toon haalt hij zijn vrienden over zich niet als "lafaards" te gedragen en dus bij de brug te blijven.
Al snel worden ze met de harde werkelijkheid van de oorlog geconfronteerd. Wanneer in de verte een vijandelijke jager voorbij vliegt, werpt Siegfried, (bijnaam "Sigi", omdat hij de jongste en de kleinste van de groep is), zich op de grond, waarop zijn vrienden hem uitlachen. De jager keert echter terug en voert een aanval op de brug uit. Ditmaal zoekt de hele groep dekking, terwijl Siegfried met wijd opengesperde ogen blijft staan kijken en dodelijk wordt getroffen. Kort daarna raken ze in gevecht met een vooruitgeschoven eenheid van de oprukkende Amerikaanse troepen. Jürgen wordt gedood door een scherpschutter en Walter komt om bij de explosie van een door hem afgevuurde pantsergranaat.
Een gewonde Amerikaanse soldaat roept naar de jongens: "Give up, stop shooting! We don't fight kids! Go home or go to kindergarten!". Al eerder hadden de jongens van hun medesoldaten en officieren allerlei toespelingen op hun jonge leeftijd moeten aanhoren. Gekrenkt door de term "kindergarten" vuurt Karl daarom met zijn machinegeweer op de gewonde Amerikaan. Karl kan echter geen gehoor geven aan de vertwijfelde smeekbede van zijn kameraad Klaus om de dodelijk geraakte Amerikaan een genadeschot te geven, omdat hij op dat moment zelf door een schot in het hoofd wordt gedood. Klaus krijgt hierdoor een zenuwinzinking die hem fataal wordt: volledig in de war loopt hij het vijandelijke vuur tegemoet. De Amerikanen trekken zich ten slotte vanwege de felle tegenstand terug, zij het niet voor lang.
Wanneer de brug, die de jongens met zulke grote offers verdedigd hebben, uiteindelijk toch volgens plan opgeblazen dreigt te worden, stellen Hans en Albert, de laatste overlevenden, zich te weer tegen de geniesoldaten die de springladingen komen plaatsen. Na een korte woordenwisseling schiet Albert een van de drie soldaten in de rug omdat hij Hans met een wapen bedreigt. De andere twee vluchten, maar weten Hans nog wel met een salvo uit een pistoolmitrailleur te raken. Ook Hans sterft, en zo blijft er op de verlaten brug één jongen achter, gewond en mentaal een wrak. De film eindigt in stilte, met een shot vanuit de lucht op het apocalyptische strijdtoneel. Dan verschijnt de volgende tekst in beeld: "Dit gebeurde op 27 april 1945. Het was zo onbeduidend dat geen enkel legerbericht er melding van maakte".

## Rolverdeling
| Acteur                 | Personage                                 |
| ---------------------- | ----------------------------------------- |
| Folker Bohnet          | Hans Scholten                             |
| Fritz Wepper           | Albert Mutz                               |
| Cordula Trantow        | Franziska                                 |
| Michael Hinz           | Walter Forst                              |
| Frank Glaubrecht       | Jürgen Borchert                           |
| Karl Michael Balzer    | Karl Horber                               |
| Volker Lechtenbrink    | Klaus Hager                               |
| Günther Hoffmann       | Sigi Bernhard                             |
| Edith Schultze-Westrum | Bernhards moeder                          |
| Wolfgang Stumpf        | Schooldecaan Stern                        |
| Günter Pfitzmann       | Onderofficier Heilmann                    |
| Vicco von Bülow        | Stabsfeldwebel aan radiotoestel           |
| Heinz Spitzner         | Hauptmann Fröhlich                        |
| Siegfried Schürenberg  | Oberstleutnant Bütov, bataljonscommandant |
| Ruth Hausmeister       | Mevrouw Mutz                              |
| Eva Vaitl              | Mevrouw Borchert                          |
| Georg Lehn             | Feldwebel Geniepeloton                    |
| Johannes Buzalski      | Verwundeter Landser                       |
| Trude Breitschopf      | Mevrouw Forst                             |
| Inge Benz              | Sportlerares Sigrun                       |
| Hans Oettl             | Politieman Wollschläger                   |
| Heini Göbel            | Feldwebel verpleging                      |
| Hans Elwenspoek        | Ortsgruppenleiter Forst                   |
| Til Kiwe               | Ritterkreuzträger                         |
| Klaus Hellmold         | Mijnheer Horber                           |
| Herma Hochwarter       | Dienstmeisje bij Forst                    |
| Edeltraut Elsner       | Barbara                                   |

## Prijzen
De film werd in 1960 vijfmaal met de Duitse filmprijs onderscheiden:
"Gouden Schaal" (wisseltrofee)
- Beste avondvullende film

"Gouden filmspoel"
- Edith Schultze-Westrum, beste vrouwelijke bijrol
- Cordula Trantow, beste jeugdige vrouwelijke rol
- Bernhard Wicki, regie
- Hans-Martin Majewski, beste filmmuziek

In 1989 kreeg Bernhard Wicki bij het veertigjarige bestaan van de Bondsrepubliek nog eens de bijzondere filmprijs van de Duitse Bondsrepubliek.
Daarnaast werd de film genomineerd voor de Oscar voor beste buitenlandse film, genomineerd voor beste buitenlandstalige film, en nog op diverse andere manieren geprezen in binnen- en buitenland.

## Achtergrond
- De film werd gedraaid in het stadje Cham in Oberpfalz, in het bijzonder bij de oude Florian-Geyer-Brug over een zijarm van de rivier de Regen. Omdat Bernhard Wicki de film in juli moest draaien, terwijl het verhaal in april speelt, liet hij enkele bomen in het gezichtsveld van de camera ontdoen van hun blad. Het arbeidsbureau stelde hiervoor werkkrachten ter beschikking. De oorspronkelijke Florian-Geyer-Brug werd in 1991 om bouwtechnische redenen afgebroken. Bij de huidige brug zijn aan de bruggenhoofden koperen platen ingemetseld, waarin scènes uit de film gegraveerd zijn. Op de terreinen van het Chamer Joseph-von-Fraunhofer-Gymnasium werden tijdens de lesuren opnamen gemaakt, die speelden voor een Duitse kazerne.
- Geen van de gebruikte tanks was echt, het was in die tijd onmogelijk een Amerikaanse tank voor een film beschikbaar te krijgen. Bernhard Wicki gebruikte modellen uit hout, waarvan er maar een gemotoriseerd was. Deze moesten na een treffer van een pantsergranaat zeer snel 90 graden draaien, wat gebeurde met lange lijnen en zwenkwielen onder de modellen. Daarvoor waren 30 tot 40 helpers nodig, het was moeilijk om de lijnen uit beeld te houden. Wanneer men goed oplet kan men onder de tankmodellen de dubbellucht wielen van een vrachtauto herkennen. Ook al bij de eerste nadering van een Sherman-tank zijn de iets naar binnen gelegen wielen goed te zien. Bij dichtbijopnamen wordt het zicht op de onderkant van de tank door een dekzeil weggenomen.
- De geplande draaitijd was drie weken, het werden drie maanden. Steeds moest er opnieuw meer geld ingestoken worden. De film moest ook nog tegen hoge kosten opnieuw ingesproken worden, omdat Wicki de acteurs voor een lopende camera regie-aanwijzingen toeriep.
- Wicki spaarde zijn jonge acteurs tijdens het draaien niet. Hij dreef ze bij moeilijke scènes tot geestelijke en fysieke uitputting, maar beloonde ze daarna wel met koffie en koek, of sloeg een arm om ze heen, omdat het het hem toch speet, en hij zich schaamde om zulke onorthodoxe middelen te gebruiken. Zo gooide hij zand in hun ogen, of gaf ze een draai om hun oren ze wanneer ze bij moeilijke gevechtsscènes moesten huilen.

## Commentaren
Na de première op 22 oktober 1959 beschreef de Süddeutsche Zeitung Die Brücke als een van de hardste en bitterste anti-oorlogsfilms uit de geschiedenis. De volgens een andere krant, de Weser Kurier, "eerlijkste en schokkendste Duitse film over de Tweede Wereldoorlog tot nu toe" werd echter door een groot gedeelte van het bioscooppubliek niet als een anti-oorlogsfilm ervaren. De journalist Klaus Norbert Scheffler wees Wicki er in een open brief in de Deutsche Woche op dat vooral jonge kijkers de film helemaal niet als een anti-oorlogsfilm zagen en juist genoten van de geweldsscènes. Filmhistorica Lotte Eisner zag in Die Brücke zelfs een verheerlijking van de Hitlerjugend-ideologie. Maar volgens de recensent Enno Patalas was Die Brücke in vergelijking met soortgelijke films uit die tijd verreweg de duidelijkste aanklacht tegen de oorlog en werd het heroïsche beeld van de dood op het slagveld door middel van bikkelharde geweldsscènes tot de grond toe afgebroken.